# Sociedade de Pesquisa em Vida Selvagem e Educação Ambiental
Desde 1984, ano de sua fundação, a Sociedade de Pesquisa em Vida Selvagem e Educação Ambiental (SPVS) realiza ações voltadas à proteção da natureza no país, especialmente na região conhecida como Grande Reserva Mata Atlântica – maior contínuo do bioma, entre os estados de São Paulo, Paraná e Santa Catarina.
Um amplo conjunto de iniciativas foram desenvolvidas pela SPVS nas últimas décadas, tornando-a uma das mais representativas organizações brasileiras do terceiro setor especializada em conservação da biodiversidade. 
A SPVS é uma instituição do terceiro setor qualificada, desde 2001, como uma OSCIP – Organização da Sociedade Civil de Interesse Público.
A missão da SPVS é trabalhar pela conservação da natureza, através da proteção de áreas nativas, de ações de educação ambiental e do desenvolvimento de modelos para o uso racional dos recursos naturais.

## Ações

### Conservação do Papagaio-de-Cara-Roxa
O Projeto de Conservação do Papagaio-de-cara-roxa é desenvolvido, desde 1998, pela SPVS – Sociedade de Pesquisa em Vida Selvagem e Educação Ambiental. O projeto realiza pesquisa e monitoramento das populações de papagaios e é responsável pela construção e instalação de ninhos artificiais com o propósito de facilitar a reprodução da espécie. Também são realizadas atividades de Educação Ambiental, junto aos professores do ensino fundamental do Município de Guaraqueçaba e visitantes da região; de incentivo ao ecoturismo e a meliponicultura. Trabalha em parceria com instituições do terceiro setor, governamentais e universidades.  Todas as ações realizadas estão de acordo com o Plano Estadual de Conservação do Papagaio-de-cara-roxa (IAP, 2009) e o Plano de Ação Nacional dos Papagaios da Mata Atlântica (ICMBio, 2011). A Sociedade de Pesquisa em Vida Selvagem e Educação Ambiental (SPVS), monitorou cerca de 100 ninhos ativos e foi registrado o nascimento de 107 filhotes, no litoral norte do Paraná. A orientação e a sensibilização dos moradores e visitantes da região em relação à fragilidade da espécie e de seu habitat foram fundamentais para a conservação dos papagaios-de-cara-roxa.
Para alcançar este resultado, foi realizado um intenso trabalho de educação ambiental com professores, alunos e jovens, além de campanhas educativas no litoral sobre a problemática do tráfico de animais silvestres.

### Campanha de Adoção de Floresta com Araucária
O Programa de Adoção de Florestas com Araucária busca a proteção integral de remanescentes bem conservados através da adoção destas áreas pela iniciativa privada, na forma de cooperação com os proprietários rurais. O projeto é desenvolvido desde 2003 pela SPVS e tem por objetivo direcionar esforços para a proteção do pouco que restou do Bioma. Assim, cabe ao adotante – uma empresa ou pessoa física – contribuir com recursos financeiros para que o proprietário tenha incentivo para manter sua área conservada, não sucumbindo assim aos modelos convencionais de desenvolvimento que podem incluir a eliminação da floresta. A campanha de Adoção de Florestas com Araucária funciona como uma agência de matrimônio, busca aproximar empresas e donos de áreas bem conservadas para então implementar medidas como instalação de cercas, construção de abrigos para monitoramento das áreas, treinamento de guarda-parques e, assim, preservar remanescentes nativos que constituem um patrimônio natural. Todo esse trabalho tem a supervisão direta de técnicos e pesquisadores da SPVS, o que representa uma garantia de que os recursos serão aplicados de forma correta e transparente.

### Ação Contra o Aquecimento Global em Guaraqueçaba-PR
Os Projetos de Ação Contra o Aquecimento Global ou projetos de "sequestro de carbono" desenvolvidos pela SPVS objetivam combater o fenômeno do aquecimento global. Atuam na conservação do maior remanescente de duas florestas brasileiras a Floresta Atlântica e a Florestas com Araucárias. Os projetos de sequestro de carbono, objetivam manter áreas naturais bem preservadas e, no caso de áreas degradadas, permitir sua regeneração florestal ou restaurá-las por meio do plantio de árvores nativas.  Abrangem aproximadamente 19 mil hectares de áreas florestais. Os projetos desenvolvem e adaptam metodologias que avaliam o estoque de carbono em diferentes ambientes da Floresta Atlântica, através de estimativas da quantidade de emissões evitadas devido à manutenção das florestas (desmatamento evitado).

### Outros Projetos
Projeto Modelo para o ecoturismo com base em sistema cooperativo no litoral norte do Estado do Paraná;
Projeto Piloto de Reflorestamento em Antonina-PR;
Projeto Promoção da meliponicultura (criação de abelhas silvestres nativas) junto a pequenos produtores do litoral norte do Paraná como estratégia de mitigação de impactos ambientais e desenvolvimento comunitário. 